# Raphia australis
Raphia australis, гігантська пальма або рафія, є видом роду пальм рафії з родини Arecaceae. Вона зустрічається в районі затоки Косі на півдні Мозамбіку та на північному сході Квазулу Натал у Південній Африці. Їй загрожує втрата середовища існування, спричинена осушенням середовища для ведення сільського господарства.

## Опис

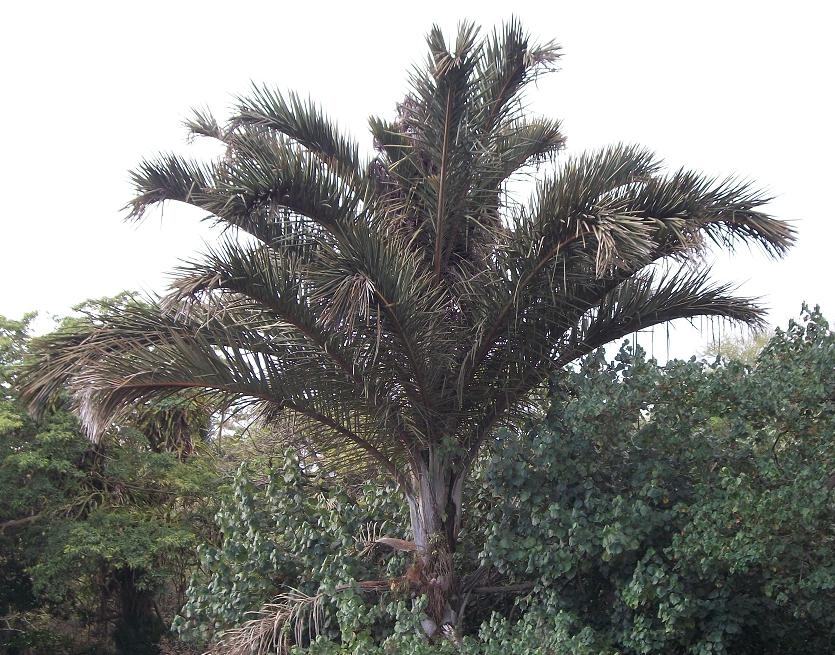
Рафія австралійська

Raphia australis — велика пальма з одним стовбуром, висота якої досягає 24 метри. Листя довге, дугоподібне, підстави листових черешків обшивають стовбур. Листя перисті, центральне стебло або хребет є міцним і коричневим, тоді як листочки мають одну складку та блискучі зелені зверху та воскові та синювато-зелені знизу. Основні жилки та краї листочків шипуваті. Довгий час вважалося, що ця пальма належить до того самого виду, що й Raphia vinifera, але виявилося, що це не так. Найбільш очевидною відмінністю є те, що стебла квітів R. australis є прямостоячими, а стебла R. vinifera звисають донизу.

## Поширення і середовище проживання
Raphia australis є ендеміком провінції Газа, на півдні Мозамбіку та поблизу Квангванасе в затоці Косі в Квазулу Натал у Південній Африці. Існує чотири субпопуляції, найбільша з яких знаходиться в районі Манхіса в Мозамбіку, де налічується близько 4000 статевозрілих особин. Ця пальма росте на болотах, торфовищах і сезонно затоплюваних дюнах.

## Екологія
Raphia australis зацвітає у віці від двадцяти до сорока років, зав'язує плоди та гине, хоча процес відмирання може тривати до трьох років. Дерево має спеціальні повітряні корені, відомі як пневматофори, які допомагають дереву дихати. Плоди пальми поїдає та розповсюджує пальмовий гриф, який широко поширений в інших прибережних регіонах Африки, але в південній Африці зустрічається лише разом із цією пальмою і сильно залежить від неї.